# SOCOM II: U.S. Navy SEALs
SOCOM II: U.S. Navy Seals es un videojuego de acción táctica en tercera persona para PlayStation 2, secuela de SOCOM: U.S. Navy SEALs. El videojuego fue desarrollado por Zipper Interactive en colaboración con la Armada de los Estados Unidos y publicado por Sony Computer Entertainment. Salió a la venta en Estados Unidos el 4 de noviembre de 2003 y en Europa el 5 de marzo de 2004.